# Адолф Бутенант
Адолф Фридрих Јохан Бутенант (Бремерхафен, 24. март 1903 — Минхен, 18. јануар 1995) је био немачки биохемичар и члан Националсоцијалистичке партије. Добитник је Нобелове награде за хемију 1939. за свој рад на истраживању полних хормона. Ову награду дели са Лавославом Ружичком. Бутенант је првобитно одбио награду у складу са државном политиком нацистичке Немачке, али ју је прихватио 1949. после Другог светског рата.
Заслужан је за откриће естрона и других примарних женских сексуалних хормона издвојених из неколико хиљада литара урина.
Бутенхант се придружио Националсоцијалистичкој партији 1. маја 1936. За време рата радио је на пројектима од војног значаја, али никада није разјашњена његова политичка оријентација.